# Дейви (Флорида)
Дейви (англ. Davie) — город в округе Брауард, штат Флорида, США. По оценкам Бюро переписи населения США в 2010 году население города составляло 91 992 человека. Город является частью Южно-Флоридской агломерации, в которой проживает 5 463 857 человек.

Дэйви и округ Брауард на карте Флориды

## География
Дейви расположен на юго-востоке Флориды, приблизительно в 20 километрах к западу от восточного побережья, в 30 км к северу от Майами и 10 км южнее города Форт-Лодердейл.

## История
Дейви был основан группой поселенцев, состоявших из бывших строителей Панамского канала. Первоначально поселение называлось «Zona», но после того, как Рандольф П. Дейви, застройщик, купил около 27000 акров (109 км²), название было изменено на «Дейви». Большая часть земли была просто восточной частью болота Эверглейдс, ранняя история развития города так или иначе была связана с проблемой осушения заболоченных участков.